# Frithuwald de Bernícia
Frithuwald va ser rei de Bernícia, en un període imprecís que podria anar de l'any 579 al 585, probablement després de Theodric.

Poc se sap de la vida o del regnat de Frithuwald. Els textos més antics difereixen en l'ordre de successió dels reis que van governar entre Ida de Bernícia i el seu fill Etelfred, que va governar a partir del 592/593. Tenint en compte les llistes genealògiques, Frithuwald hauria començat a governar el 579 i segons la Historia Brittonum va estar al tron durant sis anys. Per altra banda a la Historia Brittonum també es diu que ell governava quan sant Agustí va arribar a Kent i això va ser l'any 597.